# 船帆座HZ
船帆座HZ，又名CD-38 4925，HD 75654、SAO 199682、HR 3517，是船帆座的一颗恒星，视星等为6.39，位于銀經260.46，銀緯3.05，其B1900.0坐标为赤經8h 46m 5.8s，赤緯-38° 3.05′ 12″。